# Russel Van Dulken
Russel Van Dulken, ps. „Twistzz” (ur. 14 listopada 1999) – kanadyjski, profesjonalny gracz Counter-Strike: Global Offensive, będący riflerem dla organizacji Team Liquid. Był reprezentantem takich formacji jak SapphireKelownaDotCom, Team AGG, KKona, Team SoloMid, Misfits czy Faze Clan.

## Życiorys
Kariera Van Dulkena rozpoczęła się w 2015 r., gdy dołączył do Enervate Gaming. 29 grudnia 2015 r. został graczem SapphireKelownaDotCom (SKDC), drużyny, która 2 lutego 2016 r. została przejęta przez Team AGG.
23 marca 2016 r. opuścił Team AGG i dołączył do Team SoloMid, jako tymczasowy zawodnik, po czym został oficjalnie członkiem drużyny. 14 stycznia 2017 r. Team SoloMid zostało przejęte przez Misfits, w następstwie czego już 14 kwietnia Van Dulken opuścił drużynę, aby grać dla Team Liquid. Wraz z drużyną wygrał m.in. SuperNova Malta 2018, Intel Extreme Masters XIV – Sydney, iBUYPOWER Masters IV, DreamHack Masters Dallas 2019 czy Intel Grand Slam Season 2. 30 stycznia 2021 r. dołączył do profesjonalnej amerykańskiej organizacji Faze Clan, z której odszedł w 2023 r., by znów powrócić do Team Liquid.
W 2020 r. Russel Van Dulken wraz z zespołem znajdował się na 15. pozycji w rankingu najlepszych drużyn CS:GO, który tworzy serwis HLTV. Uwzględniając statystyki zarobków osiągniętych przez tego zawodnika od 2015 r. do 2024 r. zarobił 1 726 491 dolarów.

## Wyróżnienia indywidualne
- Najlepszy gracz turnieju ESL One New York 2018[7].
- Najlepszy gracz turnieju Intel Extreme Masters Season XIV Sydney[8].
- 12. najlepszy gracz 2018 roku według serwisu HLTV[9].

## Osiągnięcia[10][11]
- 2. miejsce – ESG Tour Mykonos 2017
- 2. miejsce – ESL One: New York 2017
- 1. miejsce – Americas Minor Championship – Boston 2018
- 3./4. miejsce – iBUYPOWER Masters 2017
- 1. miejsce – cs_summit 2
- 3. miejsce – StarLadder & i-League StarSeries Season 4
- 3./4. miejsce – Intel Extreme Masters XII – World Championship
- 2. miejsce – ESL Pro League Season 7 – Finals
- 2. miejsce – Esports Championship Series Season 5 – Finals
- 2. miejsce – ELEAGUE CS:GO Premier 2018
- 3./4. miejsce – FACEIT Major: London 2018
- 2. miejsce – ESL One: New York 2018
- 3./4. miejsce – EPICENTER 2018
- 2. miejsce – Intel Extreme Masters XIII – Chicago
- 1. miejsce – SuperNova Malta 2018
- 2. miejsce – ESL Pro League Season 8 – Finals
- 1. miejsce – iBUYPOWER Masters IV
- 2. miejsce – BLAST Pro Series: São Paulo 2019
- 2. miejsce – BLAST Pro Series: Miami 2019
- 1. miejsce – Intel Extreme Masters XIV – Sydney
- 2. miejsce – cs_summit 4
- 1. miejsce – DreamHack Masters Dallas 2019
- 1. miejsce – GG.Bet Cologne Invitational
- 1. miejsce – ESL Pro League Season 9 – Finals
- 1. miejsce – ESL One: Cologne 2019
- 1. miejsce – Intel Grand Slam Season 2
- 1. miejsce – BLAST Pro Series: Los Angeles 2019
- 1. miejsce – Intel Extreme Masters XIV – Chicago
- 3/4. miejsce – ESL One: New York 2019
- 2. miejsce – Esports Championship Series Season 8 – Finals
- 2. miejsce – BLAST Pro Series: Global Final 2019
- 1. miejsce – ESL Pro League Season 15